# Ocotea gabonensis
Espèce
Statut de conservation UICN

 LC  : Préoccupation mineure
Ocotea gabonensis est une espèce de plantes à fleurs de la famille des Lauraceae.

## Publication originale
- Adansonia n.s. iv. 320. 1964.